# Kaley Cuoco
Kaley Christine Cuoco, född 30 november 1985 i Camarillo i Kalifornien, är en amerikansk skådespelerska och producent som bland annat har varit med i TV-serierna Förhäxad, 8 Simple Rules och The Big Bang Theory, i rollen som Penny. I Förhäxad spelade hon Bille Jenkins som letar efter sin syster som försvann när hon var liten. Bille dyker upp i åttonde säsongen av Förhäxad. År 2012 var Cuoco programledare för den 38:e och 39:e upplagan av galan People's Choice Awards.

## Privatliv
Kaley var gift med tennisproffset Ryan Sweeting. De gifte den 31 december 2013 i Santa Susana i Kalifornien. Den 25 september 2015 meddelades det att de separerat. Hon gifte sig med ryttaren Karl Cook den 30 juni 2018. Paret separerade i september 2021. Sedan maj 2022 är hon tillsammans med skådespelaren Tom Pelphrey. Den 11 oktober 2022 meddelade paret att de väntar barn under 2023. Den 30 mars 2023 födde hon flickan Matilda Carmine Richie Pelphrey.

## Utmärkelser
Asteroiden 8624 Kaleycuoco är uppkallad efter henne.

## Filmografi i urval

### Film
- 1995 – Virtuosity
- 1997 – Drömbilden
- 2000 – Alley Cats Strike
- 2000 – Growing Up Brady
- 2004 – Lucky 13
- 2004 – The Hollow
- 2004 – Crimes Of Fashion
- 2006 – Wasted
- 2007 – Cougar Club
- 2008 – Killer Movie
- 2010 – Penthouse
- 2011 – Hopp
- 2015 – The Wedding Ringer

### TV
- 2001 – Ellen (TV-serie)
- 2002 – 8 Simple Rules (TV-serie)
- 2004 – Brandy & herr Morris (TV-serie)
- 2006 – Förhäxad (TV-serie)
- 2007 – The Big Bang Theory (TV-serie)
- 2007 – Prison Break (TV-serie) 2 avsnitt som Sasha
- 2009 – Gossip Girl (TV-serie)